# FC Viktoria 1889 Berlin
Fußball-Club Viktoria 1889 Berlin – niemiecki klub piłkarski zlokalizowany w berlińskiej dzielnicy Prenzlauer Berg. Powstał w 2013 roku w wyniku fuzji BFC Viktorii 1889 Berlin oraz Lichterfeldera FC. W sezonie 2024/2025 występuje w Regionallidze Nordost.

## Historia

### Początki
FC Viktoria 1889 Berlin powstała 1 stycznia 2013 roku w wyniku fuzji BFC Viktorii 1889 Berlin oraz Lichterfeldera FC. Zmagania rozpoczęła w sezonie 2013/2014 w Regionallidze Nordost. Występy na czwartym szczeblu zapewniła BFC Viktoria, która wygrała rozgrywki Oberligi Nordost-Nord. W premierowym sezonie, Viktoria Berlin zajęła 8. miejsce z dorobkiem 39 punktów po rozegranych 30 spotkaniach. 
W następnym sezonie drużyna z Berlina zajęła 15. miejsce - ostatnie, które gwarantowało utrzymanie w Regionallidze. Sezon 2015/2016 był już lepszy, co dało ostatecznie 12. miejsce. W sezonie 2016/2017 Viktoria Berlin osiągnęła najlepszy wynik od momentu powstania klubu - 4. miejsce na koniec sezonu. Na poprawienie tego rezultatu drużyna czekała aż do sezonu 2020/2021. 
Następne 3 lata to kończenie ligi w środku tabeli: 13. miejsce w sezonie 2017/2018, 11. miejsce w sezonie 2018/2019 oraz 8. miejsce w sezonie 2019/2020.

### Epizod w 3. Lidze
Sezon 2020/2021 Viktoria Berlin zaczęła bardzo dobrze, wygrywając wszystkie 11 rozegranych meczów. 24 marca kluby Regionalligi Nordost, ze względu na sytuację pandemiczną w Niemczech, jednogłośnie głosowały za przedwczesnym zakończeniem sezonu i ogłoszeniem Viktorii mistrzem. Ostatecznie, 16 kwietnia, prezydium Północno-zachodniej Niemieckiej Federacji Piłkarskiej (NOFV) zakończyło przedwcześnie wszystkie rozgrywki od Regionalligi Nordost (4. poziom rozgrywkowy) w dół. Mistrzem tym samym została Viktoria Berlin, która awansowała do 3. Ligi.
Pierwszy mecz w 3. Lidze rozegrała 25 lipca 2021 roku. Pokonała w nim Viktorię Köln 2:1. Pierwszym strzelcem dla drużyny z Berlina na III poziomie rozgrywkowym został w 37. minucie Yannis Becker. Początek sezonu drużyna ze stolicy miała bardzo dobry, jednak ostatecznie zakończyła ona sezon na 17. pozycji tracąc 3 punkty do bezpiecznej lokaty.

### Powrót na IV poziom ligowy i kolejny spadek
Po powrocie do Regionalligi, zespół ze stolicy zakończył sezon 2022/23 na 12. miejscu. W następnym sezonie zespół ze stolicy uplasował się na 3. pozycji. Trzeci sezon po spadku zakończył się zajęciem 17. miejsca w lidze i relegacją do Oberligi.

## Bilans ligowy
| sezon   | liga                 | poziom ligowy | pozycja | punkty | bramki | Puchar Niemiec | uwagi   |
| ------- | -------------------- | ------------- | ------- | ------ | ------ | -------------- | ------- |
| 2013/14 | Regionalliga Nordost | IV            | 8       | 39     | 41:40  | brak udziału   |         |
| 2014/15 | Regionalliga Nordost | IV            | 15      | 20     | 30:51  | I runda        |         |
| 2015/16 | Regionalliga Nordost | IV            | 12      | 38     | 46:62  | brak udziału   |         |
| 2016/17 | Regionalliga Nordost | IV            | 4       | 56     | 63:47  | brak udziału   |         |
| 2017/18 | Regionalliga Nordost | IV            | 13      | 42     | 49:54  | brak udziału   |         |
| 2018/19 | Regionalliga Nordost | IV            | 11      | 43     | 50:38  | brak udziału   |         |
| 2019/20 | Regionalliga Nordost | IV            | 8       | 29     | 22:18  | I runda        |         |
| 2020/21 | Regionalliga Nordost | IV            | 1       | 33     | 26:9   | brak udziału   | awans , |
| 2021/22 | 3. Liga              | III           | 17      | 37     | 44:62  | brak udziału   | spadek  |
| 2022/23 | Regionalliga Nordost | IV            | 12      | 45     | 46:47  | I runda        |         |
| 2023/24 | Regionalliga Nordost | IV            | 3       | 63     | 54:39  | brak udziału   |         |
| 2024/25 | Regionalliga Nordost | IV            | 17      | 32     | 35:59  | I runda        | spadek  |